# Bias (oiseau)
Pour les articles homonymes, voir Bias.
 (février 2024).
Si vous disposez d'ouvrages ou d'articles de référence ou si vous connaissez des sites web de qualité traitant du thème abordé ici, merci de compléter l'article en donnant les références utiles à sa vérifiabilité et en les liant à la section « Notes et références ».
Taxons concernés
Deux genres :
- Bias
- Megabyasmodifier

Bias est le nom que la nomenclature aviaire en langue française (mise à jour) donne à deux espèces d'oiseaux constituant les genres Bias et Megabyas.
Ce sont :
- Bias musicien (Bias musicus)[1]
- Bias écorcheur (Megabyas flammulatus)[2]